# Чизик хаус
Чизик хаус (на английски: Chiswick House) е неголяма лятна резиденция, представител на стила паладианизъм в лондонския квартал Чизик (тогава село). Собственост е на граф Бърлингтън и е построена в началото на XVIII век от Уилям Кент (на английски: William Kent). Намира се сред голям парк, пример за английска градина.
Граф Бърлингтън строи вилата не за живеене, а за да разположи колекцията си от антични предмети на изкуството. Затова в сградата липсват спални и трапезарии. Наличието на масонски символ свидетелства за принадлежността на собственика към масонска ложа.
След смъртта на графа собствеността преминава чрез женитба у лорд Кавендиш (Уилям Кавендиш, 4-ти херцог на Девъншър), който ангажира архитекта Джеймс Уайът да пристрои две крила, но те са премахнати през 1952 г. От този период са запазени разнообразни градински павилиони, проектирани от Уайът. Портите са пренесени от Челси през 1738 г. и са по проект на Иниго Джоунс, който ги проектира през 1621 г.
През 1813 г. в парка е издигната голяма 96-метрова оранжерия, най-голямата в Англия, известна със своите камелии.
- Лорд Бърлингтън
- Чизик хауз се счита за важен пример в утвърждаването на класицизма в Англия